# Helicops yacu
Helicops yacu — вид змій родини полозових (Colubridae). Мешкає в Південній Америці.

## Поширення і екологія
Helicops yacu мешкають в регіоні Лорето на північному сході Перу, в штаті Акрі на заході Бразилії та, за деякими свідченнями, у Національному парку Амакаяку на крайньому південному сході Колумбії. Вони живуть у заболочених лісах та інших водно-болотних угіддях.